# Hotel Costes
Hotel Costes – hotel, bar i restauracja znajdująca się w Paryżu przy 239, rue St. Honoré. 
Hotel został założony przez braci Costes i zaprojektowany przez Jacques García w 1991 roku.
Zatrzymują się w nim m.in. Rolling Stonesi, Madonna, Bruce Willis, Kylie Minogue, Craig David. Właściciele hotelu jako pierwsi zaczęli wydawać limitowane płyty CD z muzyką.

## Działalność muzyczna
Hôtel Costes produkuje własne kompilacje muzyczne CD autorstwa DJ Stéphane Pompougnac.
Dotychczas ukazały się następujące: 
- Hôtel Costes, Vol. 1: France et Choiseul
- Hôtel Costes, Vol. 2: La suite
- Hôtel Costes, Vol. 3: Étage 3
- Hôtel Costes, Vol. 4: Quatre
- Hôtel Costes, Vol. 5: Cinq
- Hôtel Costes, Vol. 6
- Hôtel Costes, Vol. 7: Sept
- Hôtel Costes, Best Of Costes
- Hôtel Costes, Vol. 8
- Hôtel Costes, Vol. 9
- Hôtel Costes, Vol. 10: X
- Hôtel Costes, Vol. 11
- Hôtel Costes, Vol. 12
- Hôtel Costes, a decade 2009
- Hôtel Costes, Vol. 14
- Hôtel Costes, Vol. 15

## Pozostała działalność
Hôtel Costes poza wydawaniem własnej kompilacji muzyki produkuje również i sprzedaje pod własną marka: żywność, perfumy, zegarki, torebki oraz torby podróżne.